# کانکاوینی
کانکاوینی (به اسپانیایی: K'ank'awini) یک کوه در پرو است که در منطقه موکگوا واقع شده‌است. کانکاوینی ۵٬۲۷۵ متر بالاتر از سطح دریا واقع شده‌است.